# Pesther Czárdás
Pesther Czárdás  ist eine Komposition von Johann Strauss (Sohn) (op. 23). Sie wurde am 16. Juni 1846 im Horvath-Garten in Ofen (heute Budapest) erstmals aufgeführt.

## Einzelnachweis
1. ↑  Quelle: Englische Version des Booklets (Seite 35) in der 52 CDs umfassenden Gesamtausgabe der Orchesterwerke von Johann Strauß (Sohn), Hrsg. Naxos (Label). Das Werk ist als neunter Titel auf der 10. CD zu hören.